# Compton Gamma Ray Observatory
Compton Gamma Ray Observatory (CGRO) var et rumobservatorium, der i perioden fra 1991 til 2000 i kredsløb om Jorden observerede lys i det elektromagnetiske spektrum mellem 20k eV og 30 GeV. Rumobservatoriet var udstyret med fire hovedteleskoper, der opfangede elektromagnetisk stråling i form af røntgen- og gammastråling samt diverse specialiserede måleinstrumenter. Efter 14 års forberedelser blev observatoriet opsendt den 5. april 1991 med rumfærgen Atlantis ved STS-37. Rumobservatoriet forblev i drift indtil den 4. juni 2000, hvor rumobservatoriet foretog en kontrolleret nedstyrtning gennem atmosfæren. Rumobservatoriet blev sendt i lavt jordkredsløb i 450 kilometers højde beskyttet af Van Allen-bælterne. Med en vægt på 17 ton ved opsendelsen var CGRO den hidtil tungeste last, der nogensinde var blevet opsendt.
CGRO var sammen med Hubble Space Telescope, Chandra X-ray Observatory og Spitzer Space Telescope en del af NASA’s Great Observatories program og efterfulgte Hubble som det andet rumobservatorium, der blev opsendt som led i programmet.
CGRO blev bygget af TRW (i dag Northrop Grumman Aerospace Systems) i Redondo Beach, Californien og kostede 617 millioner dollars at fremstille. CGRO var resultatet af et internationalt samarbejde, der bl.a. omfattede Den Europæiske Rumorganisation (ESA) og flere universiteter samt det amerikanske Naval Research Laboratory.
CGRO var opkaldt efter nobelprisvinderen Arthur Holly Compton (Washington University in St. Louis) for dennes arbejde med gammastråling.

## Afslutning på missionen
Efter at et tredje gyroskop ophørte med at fungere i december 1999, blev rumobservatoriets bane ændret, således at dette styrtede ned gennem atmosfæren. På dette tidspunkt var observatoriet stadig funktionsdygtigt, men en nedbrud af yderligere et gyroskop ville gøre det vanskeligt at styre observatoriet ned i atmosfæren. NASA besluttede derfor af sikkerhedshensyn at lade rumobservatoriet falde ned gennem atmosfæren i et kontrolleret styrt frem for at lade observatoriet styrte ned et tilfældigt sted. CGRO var i modsætning til Hubble ikke designet til at blive repareret under kredsløb. CGRO nåede atmosfæren den 4. juni 2000, hvorefter det meste af observatoriet brændte op. De dele, der ikke brændte op ("seks 817 kg tunge I-beams af aluminium og dele af titanium, herunder mere end 5.000 bolte"), faldt i Stillehavet uden at gøre skade.
CGRO's nedstyrtning var den første kontrollerede nedstyrtning af en satellit i et NASA-program.

## Eksterne links
- Wikimedia Commons har flere filer relateret til Compton Gamma Ray Observatory
- NASA Compton Gamma Ray Observatory site Arkiveret 16. maj 2008 hos  Wayback Machine
- NASA CGRO images Arkiveret 4. marts 2016 hos  Wayback Machine